# 美鄉町 (秋田縣)
美鄉町（日语：／ Misato chō */?）是位於日本秋田縣東部的町 ，隸屬於仙北郡。轄區地處仙北平原的東南部，東邊坐落著奧羽山脈的山岳，西部則位於六鄉沖積扇的扇端。美鄉町內擁有相當多的湧泉，境內的六鄉湧水群於近代被選定為名水百選。而當地在對外通勤與就學上較依賴北邊的大仙市。

## 地理
美鄉町內約44%的土地被山林覆蓋，39%的土地為農業用地。轄區地處仙北平原的東南部，東部坐落著奧羽山脈的真晝山等山岳，並且位於真木真晝縣立自然公園的範圍內；西部則位於海拔40至50公尺的六鄉沖積扇的扇端。出川與丸子川等河由東往西流經町內，並在西邊注入雄物川。町內共計有126處湧水（清水），其中境內的六鄉湧水群於1985年被選定為日本的昭和名水百選，六鄉地區則以「清水與森林之里」之名於1995年被國土廳（現國土交通省）選定為水之鄉百選。

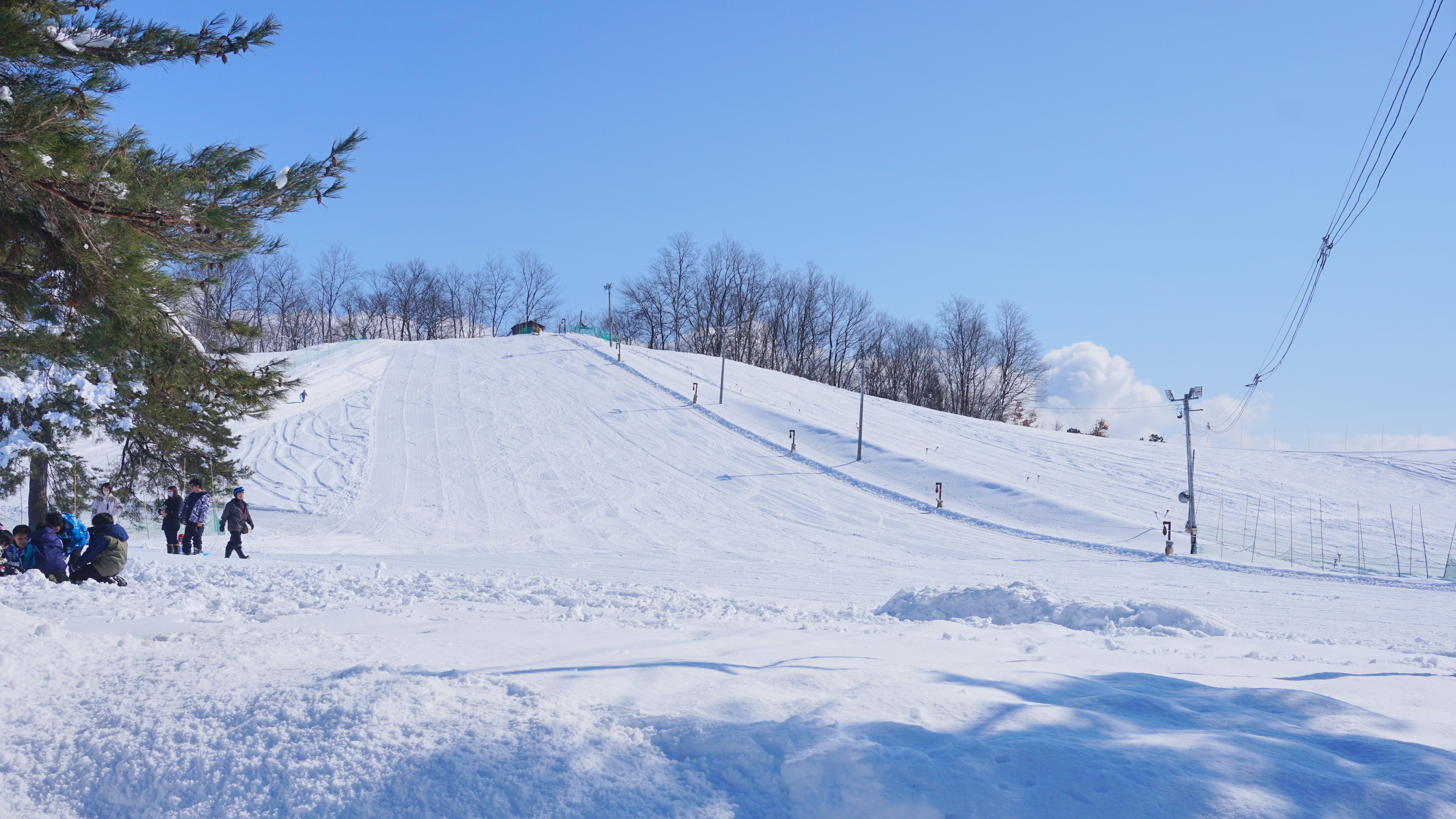
後三年滑雪場

### 氣候
美鄉町屬於大陸性氣候，夏季炎熱且冬季寒冷。冬季自日本海吹來的雪雲越過出羽山地後，在美鄉町在內的奧羽山脈一帶降下大雪，町內的部分地區也因此被指定為特別豪雪地帶。平原地區的降雪量達到1.5公尺，東部的山間地帶則約2公尺。

## 歷史
美鄉町在古時候便有人類定居，境內的石名館遺跡、一丈木遺跡與飯詰竪穴群曾發掘出屬於繩紋時代的陶器、石器與住居遺構。平安時代，日本朝廷在仙北平原中央地帶的真山和長森地區（現大仙市與美鄉町的邊界地帶）設立拂田柵，作為在本州北部的政治與軍事據點。拂田柵的遺跡則於近代被指定為日本的史跡。而位於雁之里山本公園附近的西沼據傳為後三年之役中，源義家率軍擊敗出羽清原氏軍隊的戰場。

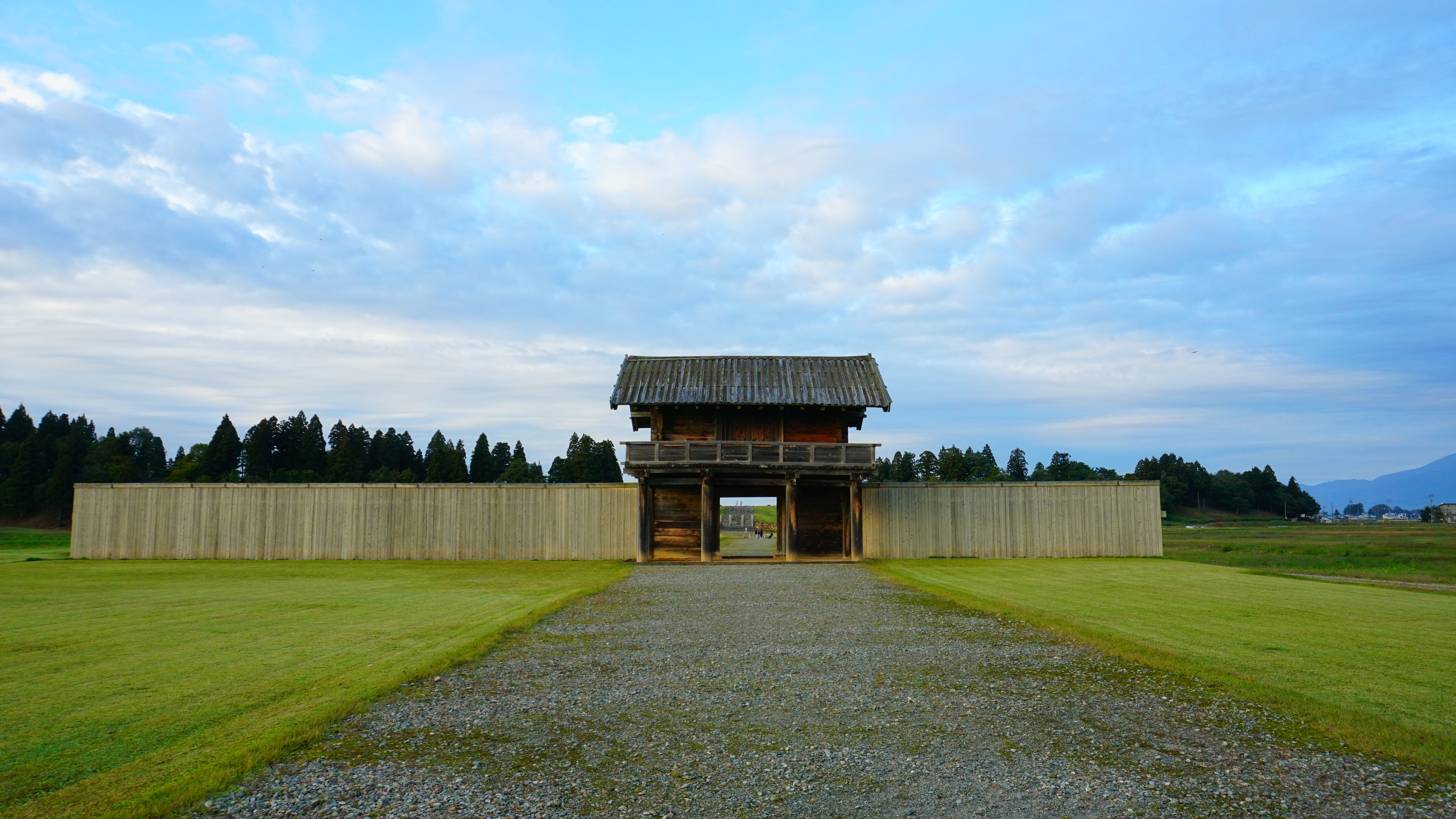
拂田柵跡（復原後的外柵南門）

鎌倉時代至戰國時代，美鄉地區分別由六鄉氏與本堂氏等氏族統治約400多年。江戶時代，當地改由佐竹氏的久保田藩負責治理。當時六鄉地區為周邊地域的行政和經濟中心，千畑和仙南地區則作為久保田藩的穀倉地帶而相當繁榮。
明治22年（1889年）日本實施町村制，並在境內設置千屋村、畑屋村、六鄉村、金澤西根村與飯詰村。明治24年（1891年）7月，六鄉村改制成六鄉町。 昭和30年（1955年）3月，千屋村與畑屋村合併成千畑村。 昭和31年（1956年）3月，千畑村鑓田的部分地區併入六鄉町；同年9月，飯詰村與金澤西根村合併成仙南村。昭和33年（1958年）4月，橫手市金澤的部分地區併入仙南村。
昭和61年（1986）3月，千畑村改制成千畑町。平成16年（2004年）11月1日，千畑町、六鄉町與仙南村合併成現今的美鄉町，為秋田縣在平成大合併中第一個合併的行政區。
2011年3月11日的日本東北地方太平洋近海地震在美鄉町引發震度4的地震，同年4月7日的餘震則在當地引發震度5強的地震。上述兩起地震在當時皆造成美鄉町全區停電。

## 行政
現任町長松田知己於2024年11月在選舉中第5次自動當選，其任期將持續至2028年11月。

## 經濟
根據日本2015年的國勢調查統計，美鄉町的就業人口中約17%從事第一級產業，30.2%的就業人口從事第二級產業，其餘的52.8%則從事第三級產業。當地的核心產業為以生產稻米為主的農業，並且也生產蔬菜、水果、花卉等農作物，但近年來面臨農業就業人口高齡化與勞動力不足等問題。而美鄉町在近年來也致力於種植薰衣草等香草，並利用當地特有的薰衣草品種開發化妝品與甜點等產品。
由於美鄉町內擁有六郷湧水群等自然景點，因此吸引許多遊客前來。根據統計，2012至2017年當地每年約有57萬至64萬名遊客到訪。

## 教育
美鄉町內共有3所小學校與1所中學校。根據統計，2022年當地共有744名小學生與405名中學生。

## 交通
國道13號由南往西北穿越美鄉町，為當地的主要道路之一。鐵路方面，JR東日本的奧羽本線由東南往西北穿越轄區的西南部，並在該區設置後三年站與飯詰站。

## 友好城市
美鄉町和以下日本行政區為友好城市:
| 市町村   | 都道府縣 | 締結日期      |
| -------- | -------- | ------------- |
| 那珂川町 | 栃木縣   |               |
| 大田區   | 東京都   | 2005年11月5日 |

美鄉町和以下外國行政區為友好城市:
| 國家     | 城市             | 締結日期      |
| -------- | ---------------- | ------------- |
| 中華民國 | 瑞穗鄉（花蓮縣） | 2005年2月13日 |

## 外部連結
- 美鄉町 （页面存档备份，存于）